# Ingen som Jesus förstår mitt hjärta
Ingen som Jesus förstår mitt hjärta är en psalm med text skriven 1895 av Johnson Oatman (jr) och musik av George C. Hugg. Texten översattes till svenska 1911 och bearbetades 1986 av Gun-Britt Holgersson.

## Publicerad i
- Segertoner 1988 som nr 356 under rubriken "Fader, son och ande - Jesus, vår Herre och broder".[1]